# Campiglossa propria
Campiglossa propria är en tvåvingeart som först beskrevs av Chen 1938.  Campiglossa propria ingår i släktet Campiglossa och familjen borrflugor. Inga underarter finns listade.